# قناة آزال
قناة آزال قناة تلفزيونية يمنية فضائية يمتلكها محمد ناجي الشايف
قناة آزال تتمتع ببرامجها الفنية والترفيهية الممتعة للمواطن اليمني الموجهة له كما أن لها توجه سياسي.

## توقف القناة
في ١٣ أبريل ٢٠١٥ توقفت القناة لأسباب غير معروفة بعد مغادرة رئيسها محمد ناجي الشايف صنعاء إلى السعودية. وقالت إدارة القناة في بيان لها أنها ستعاود البث لاحقا بعد توقف لأسباب خارج عن إرادتها، لكنها لم تستأنف البث منذ ذلك الحين.

## اقرأ أيضًا
- قناة المسيرة